# Khalaj (Qubadli)
Pour l’article homonyme, voir Khalaj.
Khalaj est un village de la région de Qubadli en Azerbaïdjan.

## Histoire
En 1993-2020, Khalaj était sous le contrôle des forces armées arméniennes. En 2020, le village de Khalaj a été restitué sous le contrôle de l'Azerbaïdjan.